# Torrent del Pererol
El torrent del Pererol és un curs d'aigua dels termes municipals de Castellterçol i de Granera, a la comarca del Moianès. Pren el nom de la masia del Pererol, a ponent i en terres de la qual discorre.

## Terme municipal de Granera

El torrent del Pererol, respecte del terme de Granera

Es forma en el vessant de ponent de l'extrem meridional de la Serra dels Tudons, dins del terme de Granera, al nord-est de la Cova del Penitent i del Serrat de les Pedres. Des d'aquell lloc davalla cap al nord-nord-est, resseguint pel costat de ponent tota la Serra dels Tudons. Quan arriba al final d'aquesta serra, troba a la dreta la masia del Solà del Sot, després de la qual deixa també a la dreta els Camps del Solà, moment en què deixa el terme de Granera i entra en el de Castellterçol.

## Terme municipal de Castellterçol
Tot seguit passa a llevant de la masia del Pererol, travessa el Camí del Solà, passa entre la Roureda i el Pla dels Pins, deixa la masia del Munt i el Serrat Llarg del Munt a la dreta, i rep per l'esquerra el Torrent del Solà del Sot al sud-est de la masia de Pla Gaià i a ponent de l'extrem nord del Serrat Llarg del Munt. Tot seguit deixa a l'esquerra la Quintana de Pla Gaià. Molta part del seu traçat discorre a llevant del Camí de Castellterçol a Sant Julià d'Úixols. Finalment, a ponent de la Balofrena s'aboca en la riera del Munt.